# Calhoun megye (Iowa)
Calhoun megye az Amerikai Egyesült Államokban, azon belül Iowa államban található. Lakosainak száma 9927 fő (2020. április 1.). Calhoun megye Pocahontas, Carroll, Sac, Webster, Greene és Buena Vista megyékkel határos.

## Népesség
A megye népessége az elmúlt években az alábbi módon változott:
| Lakosok száma | 10 162 | 10 059 | 9928 | 9926 | 9818 | 9927 |
|               | 2010   | 2011   | 2012 | 2013 | 2015 | 2020 |